# Division I i bandy 1970/1971
Division I i bandy 1970/1971 var Sveriges högsta division i bandy för herrar säsongen 1970/1971. Södergruppsfyran Falu BS lyckades vinna svenska mästerskapet efter seger med 2-0 mot norrgruppsvinnaren Sandvikens AIK i finalmatchen på Söderstadion i Stockholm den 28 februari 1971.

## Upplägg
Lag 1-4 i respektive grupp av de två geografiskt indelade 10-lagsgrupperna gick till slutspel, och lag 9-10 i respektive grupp flyttades ned till Division II.

## Förlopp
Skytteligan vanns av Henry Fransson, Katrineholms SK med 24 fullträffar..

## Seriespelet

### Division I norra
Spelades 25 november 1970-7 februari 1971.
| Nr | Lag            | S  | V  | O | F  | +/-     | P  |
| -- | -------------- | -- | -- | - | -- | ------- | -- |
| 1  | Sandvikens AIK | 18 | 10 | 4 | 4  | 51 - 42 | 24 |
| 2  | Västanfors IF  | 18 | 10 | 3 | 5  | 71 - 48 | 23 |
| 3  | Ljusdals BK    | 18 | 8  | 6 | 4  | 61 - 45 | 22 |
| 4  | Falu BS        | 18 | 9  | 2 | 7  | 70 - 52 | 20 |
| 5  | IK Sirius      | 18 | 8  | 4 | 6  | 42 - 32 | 20 |
| 6  | Selångers SK   | 18 | 7  | 4 | 7  | 51 - 56 | 18 |
| 7  | Hammarby IF    | 18 | 7  | 2 | 9  | 50 - 55 | 16 |
| 8  | Edsbyns IF     | 18 | 5  | 4 | 9  | 56 - 64 | 14 |
| 9  | Bollnäs GIF    | 18 | 5  | 4 | 9  | 47 - 73 | 14 |
| 10 | Värmbols GoIF  | 18 | 1  | 7 | 10 | 40 - 72 | 9  |

### Division I södra
Spelades 25 november 1970-7 februari 1971.
| Nr | Lag             | S  | V  | O | F  | +/-     | P  |
| -- | --------------- | -- | -- | - | -- | ------- | -- |
| 1  | Katrineholms SK | 18 | 12 | 3 | 3  | 79 - 40 | 27 |
| 2  | Örebro SK       | 18 | 11 | 4 | 3  | 64 - 40 | 26 |
| 3  | Villa BK        | 18 | 11 | 3 | 4  | 49 - 42 | 25 |
| 4  | Köpings IS      | 18 | 10 | 3 | 5  | 54 - 49 | 23 |
| 5  | Lesjöfors IF    | 18 | 8  | 3 | 7  | 55 - 40 | 19 |
| 6  | Tranås BoIS     | 18 | 9  | 0 | 9  | 54 - 53 | 18 |
| 7  | IF Göta         | 18 | 5  | 7 | 6  | 39 - 45 | 17 |
| 8  | IFK Kungälv     | 18 | 6  | 0 | 12 | 48 - 66 | 12 |
| 9  | Hälleforsnäs IF | 18 | 2  | 4 | 12 | 37 - 62 | 8  |
| 10 | IF Vesta        | 18 | 2  | 1 | 15 | 33 - 75 | 5  |

## Seriematcherna

### Norrgruppen
| - 25 november 1970 Edsbyns IF-Västanfors IF 4-6 - 25 november 1970 Värmbols GoIF-Ljusdals BK 2-2 - 25 november 1970 Hammarby IF-Sandvikens AIK 3-3 - 29 november 1970 Bollnäs GIF-Falu BS 4-2 - 29 november 1970 Hammarby-Selångers SK 1-1 - 29 november 1970 Ljusdal-Sandviken 2-2 - 29 november 1970 IK Sirius-Edsbyn 3-1 - 29 november 1970 Västanfors-Värmbol 7-0 - 4 december 1970 Selångers SK-Bollnäs GIF 3-4 - 4 december 1970 Falu BS-IK Sirius 4-1 - 6 december 1970 Bollnäs-Sirius 2-3 - 6 december 1970 Falun-Hammarby 1-5 - 6 december 1970 Sandviken-Västanfors 2-3 - 6 december 1970 Selånger-Ljusdal 2-2 - 6 december 1970 Värmbol-Edsbyn 4-4 - 8 december 1970 Edsbyn-Sandviken 2-4 - 8 december 1970 Hammarby-Bollnäs 9-1 - 8 december 1970 Ljusdal-Falun 3-2 - 8 december 1970 Västanfors-Selånger 2-1 - 10 december 1970 Sirius-Värmbol 3-0 - 13 december 1970 Falun-Västanfors 1-4 - 13 december 1970 Hammarby-Edsbyn 5-2 - 13 december 1970 Sandviken-Värmbol 2-2 - 15 december 1970 Selånger-Sirius 1-1 - 15 december 1970 Bollnäs-Ljusdal 0-4 - 20 december 1970 Edsbyn-Falun 8-3 - 20 december 1970 Ljusdal-Hammarby 3-0 - 20 december 1970 Sirius-Sandviken 3-2 - 20 december 1970 Värmbol-Selånger 3-4 - 20 december 1970 Västanfors-Bollnäs 10-2 - 26 december 1970 Bollnäs-Edsbyn 7-3 - 26 december 1970 Falun-Värmbol 6-1 - 26 december 1970 Hammarby-Västanfors 2-9 - 26 december 1970 Ljusdal-Sirius 3-1 - 26 december 1970 Selånger-Sandviken 2-4 - 27 december 1970 Edsbyn-Selånger 2-3 - 27 december 1970 Sandviken-Falun 3-1 - 27 december 1970 Sirius-Hammarby 2-0 - 27 december 1970 Värmbol-Bollnäs 3-3 - 27 december 1970 Västanfors-Ljusdal 7-1 - 30 december 1970 Sirius-Västanfors 2-1 - 31 december 1970 Bollnäs-Sandviken 1-3 - 31 december 1970 Falun-Selånger 3-3 - 31 december 1970 Hammarby-Värmbol 7-5 - 31 december 1970 Ljusdal-Edsbyn 10-5 | - 3 januari 1971 Edsbyn-Sirius 3-1 - 3 januari 1971 Falun-Bollnäs 9-0 - 3 januari 1971 Sandviken-Ljusdal 5-2 - 3 januari 1971 Selånger-Hammarby 2-3 - 4 januari 1971 Värmbol-Västanfors 3-3 - 6 januari 1971 Bollnäs-Selånger 1-2 - 6 januari 1971 Sandviken-Hammarby 2-0 - 6 januari 1971 Ljusdal-Värmbol 2-2 - 6 januari 1971 Sirius-Falun 3-4 - 6 januari 1971 Västanfors-Edsbyn 2-2 - 14 januari 1971 Edsbyn-Ljusdal 1-1 - 14 januari 1971 Sandviken-Bollnäs 7-5 - 14 januari 1971 Selånger-Falun 3-7 - 14 januari 1971 Västanfors-Sirius 2-1 - 15 januari 1971 Värmbol-Hammarby 4-3 - 17 januari 1971 Bollnäs-Värmbol 4-4 - 17 januari 1971 Falun-Sandviken 8-2 - 17 januari 1971 Hammarby-Sirius 1-6 - 17 januari 1971 Ljusdal-Västanfors 6-3 - 17 januari 1971 Selånger-Edsbyn 6-2 - 20 januari 1971 Edsbyn-Bollnäs 2-3 - 20 januari 1971 Sandviken-Selånger 3-1 - 20 januari 1971 Sirius-Ljusdal 2-2 - 20 januari 1971 Värmbol-Falun 2-4 - 20 januari 1971 Västanfors-Hammarby 1-4 - 24 januari 1971 Bollnäs-Västanfors 4-4 - 24 januari 1971 Falun-Edsbyn 3-3 - 24 januari 1971 Hammarby-Ljusdal 3-1 - 24 januari 1971 Sandviken-Sirius 0-0 - 24 januari 1971 Selånger-Värmbol 3-2 - 31 januari 1971 Edsbyn-Hammarby 3-2 - 31 januari 1971 Ljusdal-Bollnäs 3-1 - 31 januari 1971 Sirius-Selånger 2-4 - 31 januari 1971 Värmbol-Sandviken 2-3 - 31 januari 1971 Västanfors-Falun 2-1 - 3 februari 1971 Bollnäs-Hammarby 4-1 - 3 februari 1971 Falun-Ljusdal 6-4 - 3 februari 1971 Sandviken-Edsbyn 1-4 - 3 februari 1971 Selånger-Västanfors 9-4 - 3 februari 1971 Värmbol-Sirius 1-7 - 7 februari 1971 Edsbyn-Värmbol 5-0 - 7 februari 1971 Hammarby-Falun 1-5 - 7 februari 1971 Ljusdal-Selånger 10-1 - 7 februari 1971 Sirius-Bollnäs 1-1 - 7 februari 1971 Västanfors-Sandviken 1-3 |

### Södergruppen
| - 25 november 1970 IF Göta-Katrineholms SK 0-4 - 25 november 1970 Hälleforsnäs IF-Tranås BoIS 1-4 - 25 november 1970 Köpings IS-IFK Kungälv 1-4 - 25 november 1970 IF Vesta-Lesjöfors IF 0-4 - 25 november 1970 Villa BK-Örebro SK 3-1 - 29 november 1970 Katrineholm-Köping 4-1 - 29 november 1970 Kungälv-Vesta 3-2 - 29 november 1970 Lesjöfors-Villa 3-5 - 29 november 1970 Tranås-IF Göta 3-2 - 29 november 1970 Örebro-Hälleforsnäs 4-1 - 6 december 1970 IF Göta-Villa 4-3 - 6 december 1970 Hälleforsnäs-Lesjöfors 2-2 - 6 december 1970 Kungälv-Katrineholm 1-5 - 6 december 1970 Köping-Örebro 2-4 - 6 december 1970 Vesta-Tranås 0-2 - 8 december 1970 Katrineholm-Vesta 9-5 - 8 december 1970 Lesjöfors-Kungälv 7-2 - 8 december 1970 Tranås-Köping 2-3 - 8 december 1970 Villa-Hälleforsnäs 2-0 - 8 december 1970 Örebro-IF Göta 2-2 - 13 december 1970 IF Göta-Hälleforsnäs 2-2 - 13 december 1970 Katrineholm-Villa 5-1 - 13 december 1970 Kungälv-Tranås 5-2 - 13 december 1970 Köping-Lesjöfors 4-2 - 13 december 1970 Vesta-Örebro 1-4 - 20 december 1970 Lesjöfors-IF Göta 3-4 - 20 december 1970 Tranås-Katrineholm 4-3 - 20 december 1970 Villa-Vesta 2-1 - 20 december 1970 Örebro-Kungälv 7-1 - 22 december 1970 Hälleforsnäs-Köping 3-3 - 26 december 1970 Kungälv-Villa 1-2 - 26 december 1970 Köping-IF Göta 3-2 - 26 december 1970 Tranås-Lesjöfors 2-1 - 26 december 1970 Vesta-Hälleforsnäs 2-4 - 26 december 1970 Katrineholm-Örebro 2-3 (omspel 26 januari 1971, 5-5) - 27 december 1970 IF Göta-Vesta 7-3 - 27 december 1970 Hälleforsnäs-Kungälv 3-4 - 27 december 1970 Lesjöfors-Katrineholm 5-4 - 27 december 1970 Villa-Köping 2-2 - 27 december 1970 Örebro-Tranås 3-2 - 31 december 1970 Katrineholm-Hälleforsnäs 3-0 - 31 december 1970 Kungälv-IF Göta 2-0 - 31 december 1970 Tranås-Villa 0-3 - 31 december 1970 Vesta-Köping 1-4 - 31 december 1970 Örebro-Lesjöfors 3-0 | - 3 januari 1971 IF Göta-Tranås 3-2 - 3 januari 1971 Hälleforsnäs-Örebro 3-5 - 3 januari 1971 Köping-Katrineholm 0-2 - 3 januari 1971 Vesta-Kungälv 3-1 - 3 januari 1971 Villa-Lesjöfors 0-7 - 6 januari 1971 Katrineholm-IF Göta 3-0 - 6 januari 1971 Kungälv-Köping 4-6 - 6 januari 1971 Lesjöfors-Vesta 0-1 - 6 januari 1971 Tranås-Hälleforsnäs 5-3 - 6 januari 1971 Örebro-Villa 1-1 - 14 januari 1971 IF Göta-Kungälv 3-1 - 14 januari 1971 Hälleforsnäs-Katrineholm 4-8 - 14 januari 1971 Köping-Vesta 5-2 - 14 januari 1971 Lesjöfors-Örebro 1-2 - 14 januari 1971 Villa-Tranås 5-4 - 17 januari 1971 Katrineholm-Lesjöfors 2-2 - 17 januari 1971 Kungälv-Hälleforsnäs 6-1 - 17 januari 1971 Köping-Villa 3-2 - 17 januari 1971 Tranås-Örebro 4-3 - 17 januari 1971 Vesta-IF Göta 2-2 - 20 januari 1971 IF Göta-Köping 2-2 - 20 januari 1971 Hälleforsnäs-Vesta 4-1 - 20 januari 1971 Lesjöfors-Tranås 4-2 - 20 januari 1971 Villa-Kungälv 4-3 - 20 januari 1971 Örebro-Katrineholm 3-1 - 24 januari 1971 IF Göta-Lesjöfors 2-2 - 24 januari 1971 Katrineholm-Tranås 4-1 - 24 januari 1971 Kungälv-Örebro 3-6 - 24 januari 1971 Vesta-Villa 1-3 - 25 januari 1971 Köping-Hälleforsnäs 3-2 - 26 januari 1971 Katrineholm-Örebro 5-5 - 31 januari 1971 Hälleforsnäs-IF Göta 1-1 - 31 januari 1971 Lesjöfors-Köping 5-2 - 31 januari 1971 Tranås-Kungälv 5-3 - 31 januari 1971 Villa-Katrineholm 3-3 - 31 januari 1971 Örebro-Vesta 5-1 - 3 februari 1971 IF Göta-Örebro 2-2 - 3 februari 1971 Hälleforsnäs-Villa 2-3 - 3 februari 1971 Kungälv-Lesjöfors 2-3 - 3 februari 1971 Köping-Tranås 3-2 - 3 februari 1971 Vesta-Katrineholm 3-8 - 7 februari 1971 Katrineholm-Kungälv 6-2 - 7 februari 1971 Lesjöfors-Hälleforsnäs 4-1 - 7 februari 1971 Tranås-Vesta 8-4 - 7 februari 1971 Villa-IF Göta 5-1 - 7 februari 1971 Örebro-Köping 4-7 |

## Slutspel om svenska mästerskapet 1971

### Kvartsfinaler (bäst av tre matcher)
- 10 februari 1971: Sandvikens AIK-Köpings IS 5-2
- 11 februari 1971: Örebro SK-Ljusdals BK 3-3
- 11 februari 1971: Katrineholms SK-Falu BS 2-1
- 11 februari 1971: Västanfors IF-Villa BK 6-1

- 14 februari 1971: Köpings IS-Sandvikens AIK 2-6
- 14 februari 1971: Ljusdals BK-Örebro SK 3-2 *
- 14 februari 1971: Falu BS-Katrineholms SK 7-2
- 14 februari 1971: Villa BK-Västanfors IF 4-1

- 16 februari 1971: Falu BS-Katrineholms SK 6-3 (Uppsala)
- 16 februari 1971: Villa BK-Västanfors IF 3-2 (Örebro)

- Vid denna tid tillämpades inte förlängning. Enligt samtida regler räckte en oavgjord match och en vinst för att gå vidare.

### Semifinaler (bäst av tre matcher)
- 18 februari 1971: Sandvikens AIK-Ljusdals BK 1-0
- 18 februari 1971: Villa BK-Falu BS 5-3

- 21 februari 1971: Ljusdals BK-Sandvikens AIK 3-0
- 21 februari 1971: Falu BS-Villa BK 5-2

- 23 februari 1971: Ljusdals BK-Sandvikens AIK 0-1 (Söderhamn)
- 23 februari 1971: Falu BS-Villa BK 4-2 (Katrineholm)

### Final
- 28 februari 1971: Falu BS-Sandvikens AIK 2-0 (Söderstadion, Stockholm)

## Svenska mästarna
Mall:Falu BS BK 1970/1971